# Rucz
Rucz (ros. Руч) – wieś (sieło) w Rosji, w Republice Komi, w rejonie ust-kułomskim. W 2021 liczyła 635 mieszkańców.